# Janet Fielding
Janet Fielding est une actrice australienne, née le 5 septembre 1953 à Brisbane (Australie). Elle est principalement connue en Angleterre pour son rôle de Tegan Jovanka dans la série de la BBC Doctor Who.

## Carrière
Né Australienne, c'est en Angleterre, que Janet Fielding fait ses débuts dans l'épisode « Charlie Boy » de la série La Maison de tous les cauchemars en octobre 1980. C'est à ce moment-là qu'elle est choisie pour tenir le rôle de la prochaine assistante du Docteur dans la série Doctor Who. En effet, pensant obtenir un partenariat avec l'Australian Broadcasting Commission, le producteur John Nathan-Turner choisit une actrice d'origine australienne. Il voulait que celle-ci soit hôtesse de l'air et lui donne le nom de Tegan Jovanka
Janet Fielding tient le rôle de Tegan de 1981 à 1984, jouant rapidement avec le 4e Docteur, joué par Tom Baker et restant avec le 5e Docteur, joué par Peter Davison sur la quasi-totalité de ses épisodes. Elle fait aussi dans une apparition dans un petit sketch nommé A Fix with Sontarans en 1985 au côté du 6e Docteur, joué par Colin Baker. Attachée à la série, elle tient aussi le personnage de Mel lors des auditions de Sylvester McCoy pour le personnage du 7e Docteur.
En 1984, elle obtient un rôle dans la série pour enfant d'ITV Murphy's Mob qui est suivie par la série Hold The Back Page.
En 1991, elle arrête sa carrière d'actrice afin d'avoir un poste administratif dans l'association Women in Film and Television UK. Alors qu'elle ne garde ce poste que 3 ans elle continue pour le groupe, donnant des cours. Elle occupe aussi le poste d'impressario et a représenté Paul McGann après qu'il a été choisi pour tenir le rôle du 8e Docteur.
En 2006, Janet Fielding reprend le rôle de Tegan pour des productions audiophoniques dérivées de Doctor Who et produit par la maison d'édition Big Finish Productions. Elle effectue aussi des commentaires audio pour les éditions DVD des épisodes dans lesquels elle a joué et apparaît dans plusieurs documentaires autour de la série. Elle travaille aussi pour des projets caritatifs en devenant la coordinatrice du Project MotorHouse une association caritative visant à restaurer des bâtiments anciens et à garder intact la région de Ramsgate. En 2012 et 2013 elle organisent deux conventions autour de Doctor Who afin de faire une levée de fonds pour le projet MotorHouse, qu'elle intitule Project MotorMouth.
En 2013, elle est présente dans un petit caméo dans la comédie hommage à la série Doctor Who The Five(ish) Doctors Reboot. Et puis elle à fait finalement à nouveau son grand retour dans la série dans son rôle de Tegan en octobre 2022 à l'occasion de l'épisode spécial centenaire de la BBC, Le Pouvoir du Docteur, où elle interprète un rôle important aux côtés de Ace. En 2023, elle reprend son rôle de Tegan dans un épisode de Tales of the TARDIS.

## Vie privée
En 1982, Janet Fielding se marie avec le journaliste du Daily Mirror Nicholas Davies. Ils divorceront en 1991. En septembre 2012, elle révèle qu'elle se bat contre son cancer.